# Thomas Henry Huxley
Thomas Henry Huxley (Ealing, Middlesex, 4 de maio de 1825 — Eastbourne, Sussex, 29 de junho de 1895) foi um biólogo e filósofo britânico que ficou conhecido como "O Buldogue de Darwin", por ser o principal defensor público da teoria da evolução de Charles Darwin e um dos principais cientistas ingleses do século XIX. É ainda reconhecido por ser o criador do termo "agnóstico" para representar um posicionamento filosófico nas questões sobre a metafísica e o sobrenatural.

## Biografia

### Os primeiros anos
Huxley nasceu na vila de Ealing, próximo a Londres, sendo o sétimo dos oito filhos de George Huxley, um professor de matemática em Ealing, em cuja escola Huxley teve seus únicos 2 anos de educação infantil formal. Em 1835, sua família mudou-se para Coventry, onde estudou vorazmente em casa. Aos 15 anos, começou a estudar Medicina inicialmente como aprendiz, depois como bolsista do Hospital Charing Cross. Aos vinte, passou nos exames da Universidade de Londres, ganhando a medalha de ouro para anatomia e fisiologia. Em 1845 (ainda aos 20 anos), publicou seu primeiro texto científico demonstrando a existência de uma camada interna nos cabelos, então desconhecida. Essa camada passou a ser conhecida como camada de Huxley.

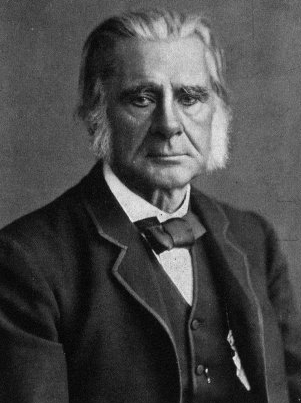
T. H. Huxley.

### A viagem noH.M.S. Rattlesnake
Aos 21 anos, alistou-se na Marinha Inglesa e teve a oportunidade de servir como assistente de cirurgião a bordo do H.M.S. Rattlesnake, que partia com a missão de cartografar a costa da Austrália e Nova Guiné, importante rota comercial ainda pouco explorada pelos ingleses. Durante a árdua e perigosa viagem, teve a oportunidade de encontrar, descrever e enviar à Inglaterra grande quantidade de novos espécimes animais, além de conhecer a jovem Henrietta Heathorn, de quem ficou noivo e casou-se em 1855.

### O retorno à Inglaterra
Quando voltou à Inglaterra, em outubro de 1850, seus relatos e espécimes já o haviam tornado um célebre cientista e a fama permitiu o acesso à nata da ciência inglesa, incluindo Charles Darwin. Devido à sua origem humilde, precisou se destacar pela inteligência e empenho para obter oportunidades. A necessidade crescente de obter fonte de renda fixa e suficiente para suas atividades e cuidar da esposa e família que chegou a oito filhos era muito maior do que a oferecida a cientistas em uma época onde a Ciência era motivo de orgulho nacional, mas não era considerada uma profissão e sim uma atividade exercida por homens da elite, sustentados pelas próprias fortunas. Assim, Huxley precisou candidatar-se a qualquer cargo com salário disponível para cientistas, muitas vezes acumulando diversas funções e responsabilidades. Assim, apesar das dificuldades financeiras, tornou-se progressivamente mais respeitado não apenas pelos seus méritos científicos, mas pela sua crescente influência que abrangeu diversas áreas da cultura inglesa, incluindo literatura, religião e até a reforma no sistema educacional.

## Huxley e aTeoria da Evolução
T. H. Huxley foi um dos poucos confidentes a quem Charles Darwin expôs suas ideias evolucionistas antes da publicação de A Origem das Espécies e um dos principais responsáveis pelo sucesso da sua publicação. Logo após conhecer e concordar com a Teoria da Evolução (apesar de não aceitar várias das ideias de Darwin, como o Gradualismo), iniciou a estratégia eficaz de substituir na cúpula científica inglesa, graças à sua influência, cientistas idosos e com ideias ultrapassadas, por uma nova classe de cientistas jovens e talentosos, abertos a novas ideias e prontos para uma "revolução" científica. Em 1858, quando Darwin foi orientado (em parte por Huxley) a elaborar rapidamente um artigo científico sobre a Teoria da Evolução em conjunto com Alfred Russel Wallace (que havia chegado independentemente a conclusões semelhantes às de Darwin), para apresentar à Linnean Society em Londres, revigorando a comunidade científica que já era muito diferente e permeável à mudança. De fato, apesar da resistência esperada, a mudança de paradigma causada pela Teoria da Evolução coincidiu com uma ampla mudança na ciência inglesa.[carece de fontes?]

### O Buldogue de Darwin

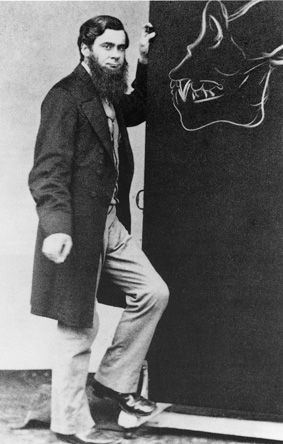
Huxley ensinando anatomia comparada de crânios de primatas.

Como Darwin nunca foi um grande orador e preferiu morar no interior da Inglaterra, longe dos debates e repercussões da sua teoria, coube a Thomas Huxley o papel de principal defensor da Evolução. Orador perspicaz e feroz, além de possuir um humor cínico, traços que lhe valeram o apelido. Como disse ao estudante Henry Fairfield Osborn, "Você sabe que eu tenho que tomar conta dele - de fato, eu sempre tenho sido o buldogue de Darwin".
O mais importante debate sobre Evolução ocorreu em 30 de junho de 1860, na Universidade de Oxford, entre T. H. Huxley e o seu principal opositor, o Bispo Samuel Wilberforce, acompanhado de seu acólito Richard Owen. Com o tema "Darwinismo e Sociedade", a Universidade precisou mover o evento de última hora para uma sala maior, graças a um público estimado entre 700 a 1 000 pessoas. Apesar de não ter sido transcrito no momento, as descrições foram de grande vitória para Huxley, no que se considera um dos grandes debates científicos da História. No momento mais conhecido da discussão, Samuel Wilberforce teria perguntado se foi "através da sua avó ou do seu avô" que ele "alegava a descendência de um macaco". A resposta de Huxley foi clara e ovacionada pelo público: "Se a questão é se eu preferiria ter um macaco miserável como avô, ou um homem altamente favorecido pela natureza que possui grande capacidade de influência, mas mesmo assim emprega essa capacidade e influência para o mero propósito de introduzir o ridículo em uma discussão científica séria, eu não hesitaria em afirmar a preferência pelo macaco".
Não foi apenas um debate científico, mas também um confronto entre Ciência e Religião. Darwin mais tarde escreveu: "De tudo o que escuto de várias partes, parece-me que Oxford fez um grande bem ao assunto. É de grande importância mostrar ao mundo que uns poucos homens de primeira não têm medo de expressar sua opinião. Eu vejo todo dia mais e mais claramente que meu livro, sem ajuda, não teria feito nada". Anos depois, disse ao professor Marsh: "Huxley é o rei dos homens", que contou ao próprio Huxley, que respondeu: "Agora você pode entender por que todos nós que conhecemos Darwin temos grande afeição por ele, e quando seus inimigos insultam esse nobre homem, por que é meu direito ser tão duro em sua defesa". E foi o mais fiel defensor de Darwin até após a sua morte em 1882, quando liderou com sucesso uma campanha para que a Inglaterra prestasse a Darwin o maior reconhecimento que um inglês pode receber: o direito de ser enterrado na Abadia de Westminster.

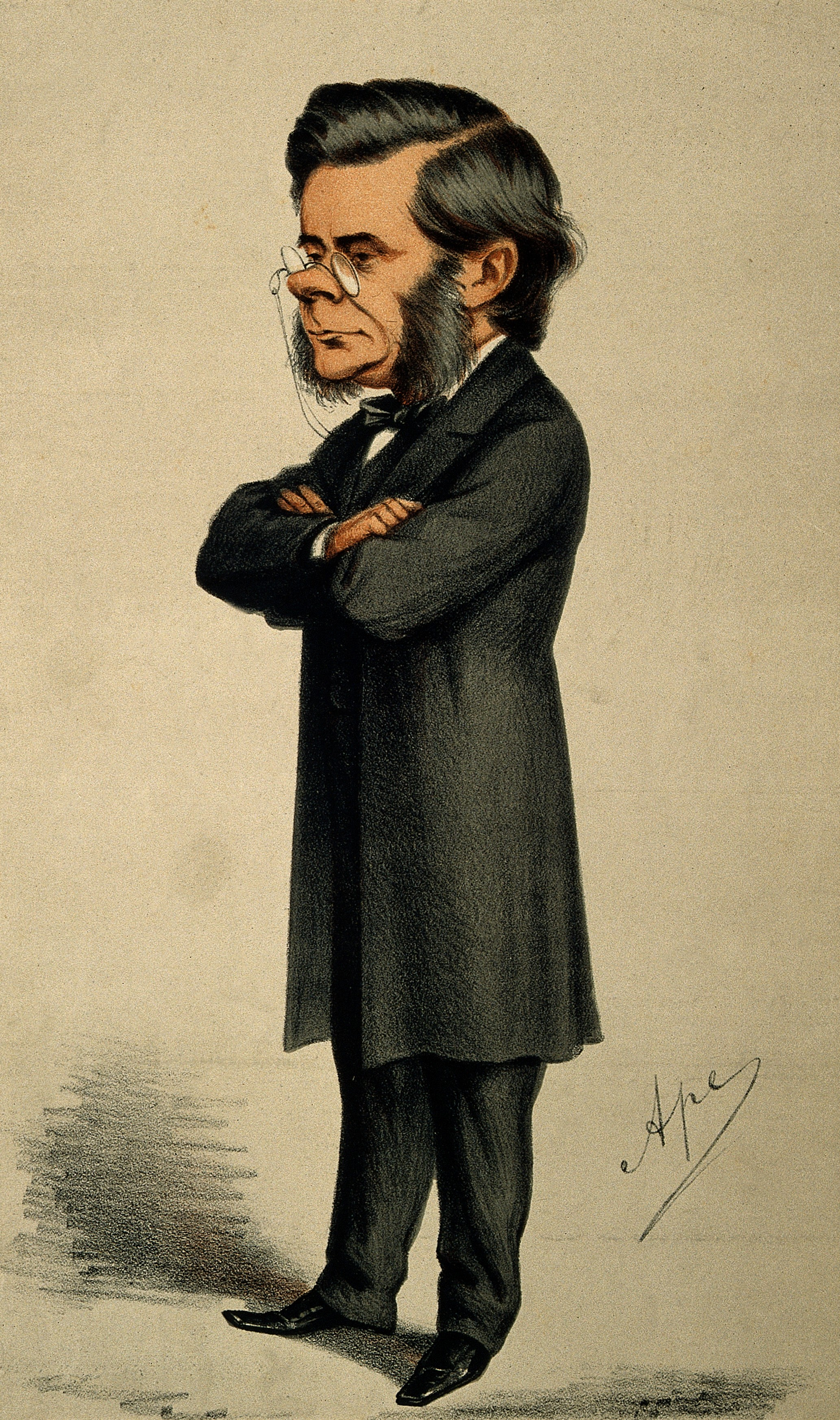
Caricatura de Huxley, 1871

## Legado

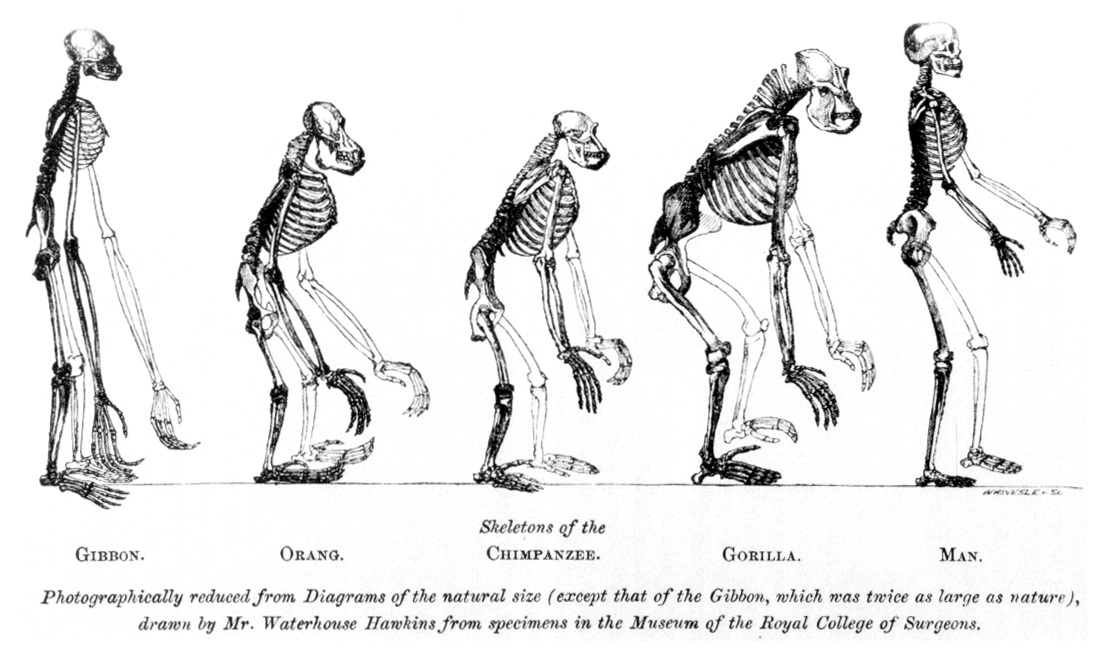
Figura de Evidence as to Man's Place in Nature.

Talentoso popularizador da Ciência, ele cunhou o termo "Agnosticismo" para descrever seu posicionamento sobre a crença religiosa. A Huxley também é creditado o mérito de revisar o conceito de Biogênese, uma teoria que diz que todas as células provêm de outras células.
Ao longo de sua vida, Huxley também contribuiu para a Embriologia, Taxonomia e Morfologia. Também ajudou a desbancar o Lamarckismo e sua teoria do mecanismo da Evolução.
Teve uma grande disputa científica com Richard Owen, que dizia que o ser humano era claramente distinto dos demais animais por causa da estrutura anatômica de seu cérebro. Huxley negava esta afirmação, e refutou-a em diversos artigos, demonstrando que ela era na verdade inconsistente com fatos conhecidos. Ele consolidou este assunto na obra Evidence as to Man's place in Nature (1863).
Durante 31 anos, Huxley ocupou a cadeira de História Natural na School of Mines, onde se ocupou de pesquisas em Paleontologia.
Em 1870, Huxley saiu do mundo das pesquisas científicas para assumir compromissos políticos. Foi Secretário Executivo da Royal Society de 1871 a 1880, e Presidente desta sociedade entre 1881 e 1885.
Sua saúde entrou em colapso em 1885. Em 1890, mudou-se de Londres para Eastbourne, onde morreu após uma enfermidade dolorosa.
Huxley é o patriarca de uma distinta família de acadêmicos britânicos, incluindo seus netos Aldous Huxley (o escritor), Sir Julian Huxley (o primeiro diretor da UNESCO e fundador do World Wildlife Fund), e Sir Andrew Huxley (o fisiologista e ganhador do Prêmio Nobel). Foi laureado com a medalha Wollaston concedida pela Sociedade Geológica de Londres, em 1876.